# Sergei Gawrilowitsch Aljokminski
Sergei Gawrilowitsch Aljokminski (russisch Сергей Гаврилович Алёкминский; * 26. September 1961 in Balei, Region Transbaikalien) ist ein russischer Vizeadmiral. Er war von 2010 bis 2014 Kommandeur der Kaspischen Flottille und wurde im Juli 2014 zum Stellvertreter des Kommandeurs des Östlichen Militärbezirks ernannt.

## Leben
Aljokminski studierte in Wladiwostok an der Fakultät für Minen- und Torpedobewaffnung an der Makarow-Offiziershochschule der Sowjetischen Seekriegsflotte, die er 1983 abschloss. Er begann seinen Dienst in der Nordflotte als Gefechtsabschnittskommandeur auf einem Kleinen U-Jäger und wurde später Stabschef einer U-Jägerdivision. Die Seekriegsakademie N. G. Kusnezow absolvierte er 1996 und war dann im Stab der Pazifikflotte für operative Angelegenheiten zuständig. 2005 schloss er erfolgreich die Militärakademie des Generalstabes der Russischen Streitkräfte in Moskau ab und setzte anschließend seine Tätigkeit in die Pazifikflotte fort. Ab 2010 fand er als Stabschef und 1. Stellvertreter des Kommandeurs der Gruppe der nordöstlichen Truppen und Streitkräfte Russlands Verwendung. Auf Erlass des Präsidenten der Russischen Föderation vom 5. September 2010 wurde er Kommandeur des Kaspischen Flottille. Im Juli 2014 wurde er von seinen Pflichten entbunden und als Stellvertreter des Kommandeurs der Truppen des Östlichen Militärbezirks eingesetzt.
Aljokminski ist verheiratet und hat zwei Kinder.

## Auszeichnungen
- Militärischer Verdienstorden
- weitere Medaillen